# Shahid Akhtar Qalandar
Shahid Akhtar Qalandar noto anche come Shahid Qalandari (1984) è un cantante, cantautore e poeta pakistano.
È un artista buruscio della regione di Gilgit-Baltistan, in Pakistan. Ha pubblicato cinque album finora: Shama, Qalandari (2002), Thala Thala (l'album più famoso della lingua Burushaski fino ad oggi), Jajee e nel 2011 Mehr-e-Minas.